# イスラエル我が家
イスラエル我が家（イスラエルわがいえ）（ヘブライ語: ישראל ביתנו、英語: Yisrael BeiteinuまたはYisrael Beytenu、ロシア語: Наш дом Израиль イスラエル・ベイテイヌ）は、イスラエルの世俗主義のイスラエルのシオニズム政党。パレスチナとアラブ系イスラエル人の排除へ向けた活動を行っている。アラブ系政党や左派・中道派からは、ファシズム政党とみなされている。日本のメディアでは「我が家イスラエル」とされることもある。また、研究者からは、原語に忠実に「イスラエル我らの家」と訳すべきとの指摘もある。

## 概要
ソ連（現モルドバ）からの移民・帰還者であるアヴィグドール・リーベルマンを党首に1999年にロシア・東欧移民系の政党のひとつとして創設された。イラン・イスラム共和国放送によると、ロシアの政党「我が家ロシア」にあやかった党名であるという。リーベルマン党首はナイトクラブで用心棒をしていたこともある。
当初は国家統一党と政党連合（統一会派）を組んでいたが2005年に会派を離脱。それまでは、旧約聖書を最大限解釈した大イスラエル主義、つまりは、ヘブライ語聖書（旧約聖書）における約束の地、西はシナイ半島から東はヨルダン川東岸までがイスラエルの最大版図と考え、ガザ地区やヨルダン川西岸において再軍政適用を支持する立場であったが、同年末、それらの政策を転換、ヨルダン川西岸やゴラン高原のユダヤ人入植地をイスラエル側に併合する代わりに、イスラエル国内に住むアラブ人住民が多く住む土地をパレスチナ側に譲渡する「住民・土地交換政策」を新たに掲げる。この政策転換が現実的と受け止められ、2006年の総選挙では全120議席中の11議席を獲得し3議席から躍進した。総選挙ののち、半年ほど時間をおいてエフード・オルメルト率いる連立政権に参加したが、東エルサレムの返還交渉を不服として2008年1月に離脱した。
リーベルマン党首は、2008年12月27日から始まったガザへの攻撃について、2009年1月13日、大学での講演で「我々は、アメリカが日本に対して第二次世界大戦中に行ったのと同様、ハマースとの戦いを続けなければならない。当時も、占領は不要だった」とハマースを屈服させるまで闘い続けるべきとの趣旨の発言を行った。同発言は、『エルサレム・ポスト』などにより暗に広島、長崎への原爆投下を指すと報じられたが、イスラエル我が家のスポークスマンは、共同通信社の取材に対し「日本に対する米国の抑止力についての話であり、核兵器使用に言及したものではない」と説明した。
2009年2月の総選挙では、公約として「忠誠なくして国籍なし」を掲げ、イスラエル国家に忠誠を示さないアラブ人住民には、市民権と参政権を剥奪するよう主張している。総選挙について、イスラエルの新聞やテレビなどの世論調査では18～19議席に躍進（調査によっては21議席との予測もあった）するとの予測が出された。結果は予想からはやや減らしたものの15議席を獲得、労働党を抜き議会第三党に躍り出た。連立交渉の行方を左右するキャスティング・ボートを手にした。また、同年の選挙では、アリエル・シャロンやベンヤミン・ネタニヤフを日和見的と激しく批判してきたウジ・ランダウ・元警察相が新たに加入。このランダウの加入が、幅をいっそう広げる結果となった。
2009年6月には、アラブ系住民の市民権について、市民権付与の条件としてユダヤ人国家への忠誠を誓うことを定めた「忠誠法案」を提出したが、世論の反発が強く、そして議会でも反対が多く法案は否決された。
2011年1月5日、イスラエル我が家の主導でイスラエル国内の人権団体の資金源調査に関する法案を賛成多数で国会で可決させた。これについては、諸外国のみならず、イスラエル国内からも「民主主義の死を告げるもの」などといった批判が出ている。
1999年に初めて参加した選挙から2015年頃まではベンヤミン・ネタニヤフの政党リクードと協力する右翼ブロックを構成する政党だったが、ネタニヤフと反目して、2015年3月の第20回クネセト選挙のあと5月に成立した第四次ネタニヤフ政権(第34代政府)では野党になった。その後2016年5月から右翼ブロックに戻ってこの政権の与党になったが、2018年11月14日、政府がハマスとの停戦を承認したことに抗議して連立与党をまた離脱して、その後の解散総選挙とイスラエルの政治危機のきっかけを作った。
2021年3月23日の第24回イスラエル議会総選挙のあと6月に成立したベネットとラピドの政権(第36代政府)では政党イェシュ・アティッドの党首のヤイル・ラピドが率いる「変革ブロック」の一員として与党になった。2022年11月の第25回クネセト選挙ではネタニヤフが64議席をまとめて12月に第6次ネタニヤフ内閣(第37代政府)が成立し、イスラエル我が家は野党になった。
世俗派(非宗教派)であるため、超正統派勢力とは対立している。同じ右翼勢力の宗教シオニズム勢力とは政党連合国家統一党(ナショナルユニオン)の一員として協力した時期もあったが、近年は距離を置いている。

## テレビCM
2009年2月に行われた総選挙の際、イスラエル我が家のテレビCMが放映され、様々なアラブ系国会議員達を一人一人名指しで「恥を知れ」と糾弾し、「忠誠なくして市民権なし」と訴える非常にインパクトの強い内容であった。

## 選挙結果
| 選挙     | 党首                         | 得票数                                     | %                                          | 議席     | +/–      | 地位             |
| -------- | ---------------------------- | ------------------------------------------ | ------------------------------------------ | -------- | -------- | ---------------- |
| 1999     | アヴィグドール・リーベルマン | 86,153                                     | 2.6 (#13)                                  | 4 / 120  | 新党     | 野党             |
| 2003     | アヴィグドール・リーベルマン | National Unionを構成する政党のひとつとして | National Unionを構成する政党のひとつとして | 3 / 120  | 1        | 与党             |
| 2006     | アヴィグドール・リーベルマン | 281,880                                    | 8.99 (#5)                                  | 11 / 120 | 8        | 与党             |
| 2009     | アヴィグドール・リーベルマン | 394,577                                    | 11.70 (#3)                                 | 15 / 120 | 4        | 与党             |
| 2013     | アヴィグドール・リーベルマン | リクードとの政党連合の一部として           | リクードとの政党連合の一部として           | 13 / 120 | 2        | 与党             |
| 2015     | アヴィグドール・リーベルマン | 214,906                                    | 5.11 (#8)                                  | 6 / 120  | 7        | 野党 (2015–2016) |
| 2015     | アヴィグドール・リーベルマン | 214,906                                    | 5.11 (#8)                                  | 6 / 120  | 7        | 与党 (2016–2018) |
| 2015     | アヴィグドール・リーベルマン | 214,906                                    | 5.11 (#8)                                  | 6 / 120  | 7        | 野党 (2018–2019) |
| Apr 2019 | アヴィグドール・リーベルマン | 173,004                                    | 4.01 (#7)                                  | 5 / 120  | 1        |                  |
| Sep 2019 | アヴィグドール・リーベルマン | 310,154                                    | 6.99 (#5)                                  | 8 / 120  | 3        |                  |
| 2020     | アヴィグドール・リーベルマン | 263,365                                    | 5.74 (#7)                                  | 7 / 120  | 1        | 野党             |
| 2021     | アヴィグドール・リーベルマン | 248,370                                    | 5.63 (#8)                                  | 7 / 120  | 増減なし | 与党             |
| 2022     | アヴィグドール・リーベルマン | 213,655                                    | 4.49 (#7)                                  | 6 / 120  | 1        | 野党             |